# The Spirit of the Range
The Spirit of the Range è un cortometraggio muto del 1912 diretto da Rollin S. Sturgeon. Il film di genere western è interpretato da Mary Cherleson e dai fratelli Bob e Fed Burns.

## Produzione
Il film fu prodotto dalla Vitagraph Company of America.

## Distribuzione
Distribuito dalla General Film Company, il film - un cortometraggio in una bobina - uscì nelle sale cinematografiche statunitensi il 22 ottobre 1912. Nel Regno Unito, fu distribuito il 30 gennaio 1913.